# Хоменко Ілля Вікторович
Ілля́ Ві́кторович Хоме́нко — майор Збройних сил України, учасник російсько-української війни.

## Бойовий шлях
Навесні та влітку 2014-го брав участь у боях за Слов'янськ, 95-та бригада. 2 травня на мосту через річку Сухий Торець на південній околиці міста колону українських військовиків заблокували цивільні особи й бойовики. У часі проведення мирних переговорів до складу переговорної групи входив і майор Хоменко, терористи відкрили вогонь з-за спин жінок і дітей, загинули старший солдат запасу Сергій Панасюк і солдат Петро Коваленко — граната «ВОГ» із підствольного гранатомета вибухнула в нього під ногами.

## Нагороди
За особисту мужність і високий професіоналізм, виявлені у захисті державного суверенітету та територіальної цілісності України, вірність військовій присязі, відзначений — нагороджений
- орденом Богдана Хмельницького III ступеня (31.7.2015)